# Alexandre Louis Radziwiłł
Aleksander Ludwik Radziwiłł (1594-1654) fils de Mikołaj Krzysztof Radziwiłł et de Elżbieta Eufemia Wiśniowiecka, voïvode de Brześć (1631), maréchal de la cour de Lituanie (1635), grand maréchal de Lituanie (1637)

## Mariages et descendance
Aleksander Ludwik Radziwiłł épouse Tekla Anna Wołłowicz qui lui donne huit enfants :
- Mikołaj Krzysztof
- Anna Eufemia
- Albert
- Jerzy
- Michał Kazimierz Radziwiłł
- Jeanne Catherine (en)
- Jan
- Prancska

Il épouse en secondes noces Katarzyna Eugenia Tyszkiewicz (en) qui lui donne deux enfants :
- Ludwik
- Eleonora

Il épouse en troisièmes noces Lucricia Marie Strozzi qui lui donne deux enfants :
- Dominik Mikołaj Radziwiłł
- Cécilia Maria (en)